# اگورا (کالیفرنیا)
اگورا، کاللیفرنیا (به انگلیسی: Agoura, California) یک محدوده ثبت‌نشده در ایالات متحده آمریکا است که در شهرستان لس آنجلس ایالت کالیفرنیا واقع شده‌است.